# Wassoulou-Ballé
Wassoulou-Ballé est une commune du Mali, dans le cercle de Yanfolila et la région de Bougouni. Le chef-lieu de la commune est la ville de Yanfolila, également chef-lieu du cercle du même nom. La commune doit son nom au cours d'eau éponyme affluent du fleuve Niger.

## Géographie
La commune de Wassoulou-Ballé est située sur les rives du cours d'eau homonyme au sud-est du lac de barrage de Sélingué à des altitudes s'échelonnant entre 340m et 467m. La végétation naturelle est une savane boisée sauf pour la plaine inondable de la rivière Wassoulou-Ballé qui est dominée par les prairies humides. Les communes maliennes voisines sont : Yallankoro-Soloba, Séré-Moussa-Ani-Samou, Danou, Faragouaran, Bolo-Fouta, Djigiya-de-Koloni, Gouanan et Gouandiaka,,.
La commune est située dans le cercle de Yanfolila, ville qui est son chef-lieu et celui du cercle. Elle est frontalière de la Guinée à l'ouest.

## Villages
La commune s'étend sur 40 localités relevées lors du recensement général de 2009. 
Les quartiers les plus peuplés sont :
- Yanfolila (15 829 habitants)
- Bounounko (2 489 habitants)
- Malikila (2 299 habitants)

Depuis 2023, outre la ville de Yanfolila, la commune comprend 29 villages : Bounounko, Baléna, Badogo, Bogotafara, Barila, Djéguénina, Dalada, Dialafara, Kofoulatié, Kourou, Faliko, Malikila, Djélingfing, Lontola, Goualala 1, Goualala 2, Goualafara, Sékou, Solona, Ouassada, Ourou-Ourou, Mounsamouna, Sodala, Gouenso, Tiéouléna, Sanana, Morifina, Magadala et Balanfina.

## Politique
| Année | Maire élu              | Parti politique    |
| ----- | ---------------------- | ------------------ |
| 2004  | Sory Sidibé            | PSP                |
| 2009  | Issa Sangaré           | Adéma-Pasj         |
| 2016  | Vincent-de-Paul Sidibé | URD-Fare Anka Wuli |